# Палац Великого Магістра
Палац Великого Магістра (англ. Grandmaster's Palace, мальт. Palazz tal-Gran Mastru) — палац на Мальті, в місті Валлетта, який є офіційною резиденцією президента і парламенту країни.

## Історія
Палац був побудований після заснування Валлетти для Великого магістра Мальтійського ордена на кошти, виділені європейськими державами. Первісне дерев'яна будівля була збудована в жовтні 1569, а кам'яна на її місці в 1571–1575 за проектом мальтійського архітектора Джироламо Кассара. Палац мав дерев'яні стелі, що було великою рідкістю на острові. У 1724 внутрішні приміщення були розписані Ніколау Назоном. Палац служив резиденцією для 21 великого магістра. Після того, як Мальта була в 1798 окупована французами, палац був розграбований і пошкоджений, проте в 1800 відновлений британцями як резиденція губернатора. У 1921 у палаці розпочалися засідання парламенту, а з 1976 він є резиденцією президента країни. Також в палаці розміщується музей зброї. У 1980 палац був включений в список Всесвітньої спадщини ЮНЕСКО.